# Marcel Roulet
Marcel Roulet, Louis, Auguste, né le 22 janvier 1933 à Chambéry (Savoie) et mort le 15 avril 2017,, est un Ingénieur général des télécommunications et un dirigeant d’entreprise français. Il a notamment été le président d'honneur du groupe de télécommunications Orange et ancien patron de son ancêtre France Télécom.

## Formation
Marcel Roulet est ancien élève du Prytanée militaire de La Flèche de l’École polytechnique et ingénieur de l'École nationale supérieure des télécommunications (ENST).

## Fonctions et mandats sociaux
Il a occupé notamment les fonctions de :
- Directeur général adjoint (1981-84), Directeur des programmes et affaires financières (1984) à la Direction générale des Télécommunications (DGT) ; Il nomme notamment Philippe Dupuis comme responsable des mobiles.
- Directeur général des postes (1984-86)[3] ;
- Directeur général des télécommunications (France Télécom) (1986-90)[4] ;
- Président du conseil d'administration de France Télécom (1990-95)[5].

## Quelques étapes de la carrière de Marcel Roulet

### La création de Chronopost
C'est sous sa présidence que le Groupe La Poste crée Chronopost en 1985,. L'objectif est de répondre à la présence de plus en plus forte des distributeurs américains sur le marché français. 

### La création de France Télécom
Dès 1988, il prépare le changement de statut de la direction générale des télécommunications (DGT) en établissement public France Télécom. Il est nommé président du conseil d’administration de France Télécom de décembre 1990 jusqu’en août 1995.

### La privatisation de Thomson
En tant que PDG du groupe spécialisé dans la défense et l'électronique grand public, il mène à bien sa privatisation jusqu'en mars 1997.
Son action aboutit à la privatisation séparée de Thomson-CSF, avec Alcatel et Dassault, et de Thomson SA.

## Décorations et distinctions honorifiques
- Grand Officier de la Légion d’honneur (décret du 13 juillet 2000) ;
- Commandeur de l’ordre national du Mérite[10].